# Шарапова Ганна Миколаївна

Ганна Шарапова

Га́нна Микола́їна Шара́пова (*1863—†1923) — російська діячка міжнародного руху есперанто та вегетаріанства, перекладач.
Невістка Павла Івановича Бірюкова — секретаря Льва Толстого.
Переклала на мову есперанто низку творів Льва Толстого, Михайла Лермонтова та ін. 1908 року в її перекладі на есперанто побачив світ давньоруський епос «Слово о полку Ігоревім».
Дала путівку в життя найвідомішому сліпому серед есперантистів — Василеві Яковичу Єрошенку.
1913 року в Києві на 2-му Всеросійському конгресі есперантистів виступила із доповіддю «Про значення есперанто для сліпих».